# Писаренко, Виктор Фёдорович
Ви́ктор Фё́дорович Писаре́нко (14 февраля 1925, станица Стародеревянковская, Каневский район, Краснодарский край, РСФСР, СССР - 2007, Краснодар, Российская Федерация) — советский российский учёный-физик, доктор физико-математических наук (1978), профессор, академик Российской академии инженерных наук, член-корреспондент Международной академии высшей школы, Заслуженный деятель науки Российской Федерации. Основатель научной школы по физике твердого тела в Краснодарском государственном педагогическом институте.

## Биография
Родился 14 февраля 1925 года в станице Стародеревянковская, Каневский район, Краснодарский край, РСФСР, СССР.
В 1941 году окончил школу. Работал трактористом в колхозе. В апреле 1943 года был мобилизован в Красную армию. На фронте воевал в зенитной артиллерии. Демобилизовался в ноябре 1945 года.
В 1950 году окончил физико-математический факультет Краснодарского государственного педагогического института. В 1956 году начал преподавательскую деятельность. В 1958 году защитил кандидатскую диссертацию.
В 1975 году был избран депутатом в Краснодарский городской Совет депутатов. В 1978 году защитил диссертацию на соискание учёной степени доктора физико-математических наук. В 1979 году организовал регулярные Всесоюзные и республиканские научные форумы по спектроскопии и люминесценции конденсированных материалов на базе Краснодарского пединститута. Стал основателем научной школы по физике твердого тела в этом вузе.
Среди его учеников четверо стали докторами и девятнадцать кандидатами физико-математических наук.
В 2000 году учёный совет Кубанского университета присвоила Писаренко звание «Заслуженного профессора Кубанского государственного университета». В 2001 году избран действительным членом Академии инженерных наук имени А. М. Прохорова.
Его научная школа подготовила сотни специалистов в области лазерной физики, теоретической и прикладной спектроскопии, в том числе специалистов высшей квалификации.
За большой вклад в науку и высшее образование Виктор Фёдорович Писаренко был удостоен почётного звания «Заслуженный деятель науки Российской Федерации». Награждён Орденами Трудового Красного Знамени, Отечественной войны II степени и медалями.
Скончался в 2007 году в Краснодаре.

## Награды и звания
- Орден Трудового Красного Знамени;
- Орден Отечественной войны II степени;
- Медали;
- Заслуженный деятель науки Российской Федерации;
- Профессор.